# Verlag Westfälisches Dampfboot
Verlag Westfälisches Dampfboot ist ein deutscher Buchverlag in der Rechtsform einer Gesellschaft bürgerlichen Rechts (GbR) mit dem Geschäftssitz in Münster. Geschäftsführende Gesellschafter sind die Soziologen Hans-Günter Thien und Hanns Wienold.

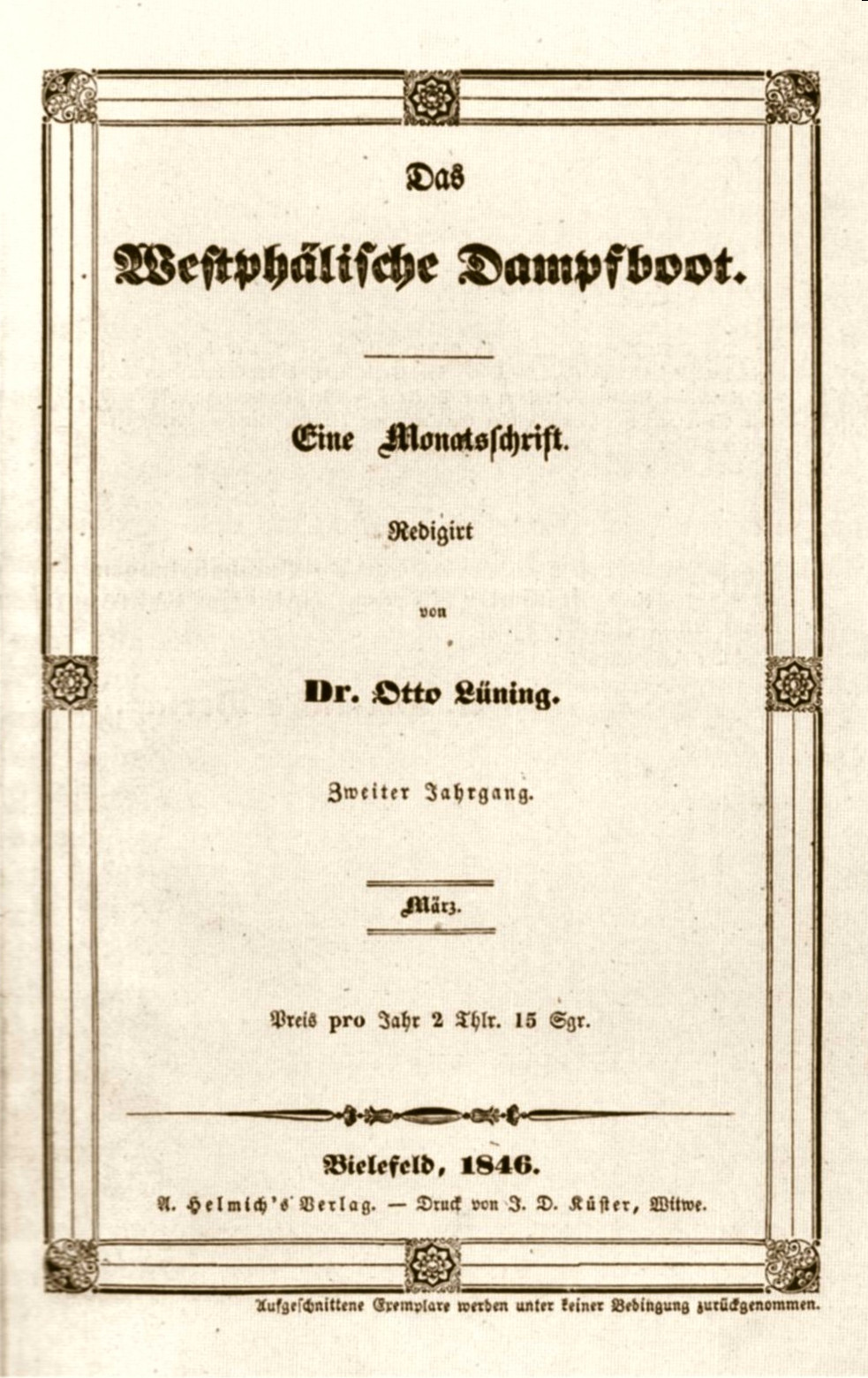
Das Westphälische Dampfboot. Ausgabe März 1846

## Programm
Mit dem eigentümlichen Namen knüpft der Verlag an die Zeitschrift Das Westphälische Dampfboot an, die im Vormärz von 1845 bis 1848 erschien. Beim Verlag handelt es sich dem Selbstverständnis nach nicht primär um einen wissenschaftlichen Fachverlag, sondern um einen Programmverlag, der politische Diskussionen aufgreift und in diese eingreift. Zu den Autoren, die regelmäßig in dem Verlag publizieren, gehören u. a. Brigitte Aulenbacher, Bernd Belina, Alex Demirović, Heide Gerstenberger und Frieder Otto Wolf.
Im  Verlag erscheint seit 2011 die Zeitschrift Widersprüche – Zeitschrift für Politik im Bildungs-, Gesundheits- und Sozialbereich. Zudem werden die Tagungsergebnisse der Assoziation für kritische Gesellschaftsforschung regelmäßig publiziert. Die Zeitschrift Peripherie verließ den Verlag 2016. Das Lateinamerika Jahrbuch erschien in den Jahren 2000 bis 2004 beim Westfälischen Dampfboot, die PROKLA seit 1993 bis Dezember 2019.
Inhaltlich setzt der Verlag folgende Schwerpunkte:
- Politik und Ökonomie
- Kritische Geographie
- Gesellschaftstheorie und Soziologie
- Geschichte und Gesellschaft
- Geschlechterverhältnisse
- Betrieb und Gewerkschaft.